# Estaca (minería)
La estaca es una unidad para medir áreas usada en Bolivia, Chile y Perú para dimensionar concesiones en la minería. Sin embargo, sus dimensiones no eran fijas sino que variaban según el tipo de metal.
El Código de minas de Bolivia del año 1852 lo define como "el espacio de terreno que se concede al empresario para trabajar en él" y sobre su dimensión especifica que tiene "setenta varas de longitud sobre el rumbo de la veta, reducida la superficie a horizontal" y a cada lado 15 varas de ancho. Pero si la mina era de plata, la estaca era de 80 varas de longitud y 20 a cada costado. El código no explica la unidad "vara". La vara castellana, muy usada, es de 0.84 m.
Ronald Crozier cita una estaca de 200 por 200 varas. Así también Carlos Dellepiane, quien agrega el valor en metros cuadrados: 27.949 m².
En un decreto de Agustín Morales se le define así: "Tendrá 200 metros de latitud, sobre otros 200 de lonjitud, ó sea 40,000 metros cuadrados, escepto en las de carbón mineral, cuyas dimensiones serán el doble".